# Gomes Lourenço de Abreu
Gomes Lourenço de Abreu (1130 -?) foi um fidalgo e Cavaleiro medieval do Reino de Portugal no tempo do rei D. Sancho I. Foi o 2º Senhor da Torre de Abreu e também da honra de Abreu. Encontra-se documentado nos documentos que formam os arquivos do Mosteiro de Longos Vales, actual Igreja de São João dos Longos Vales, na localidade de Longos Vales, freguesia portuguesa do concelho de Monção. 

## Relações Familiares
Foi filho de Lourenço Gonçalves de Abreu, alcaide-mór de Lapela (1100 -?). Casou com uma senhora cujo nome a história não regista de quem teve:
1. Rui Gomes de Abreu (1170 -?), 3º Senhor da Torre de Abreu.